# Gubbängens företagsområde

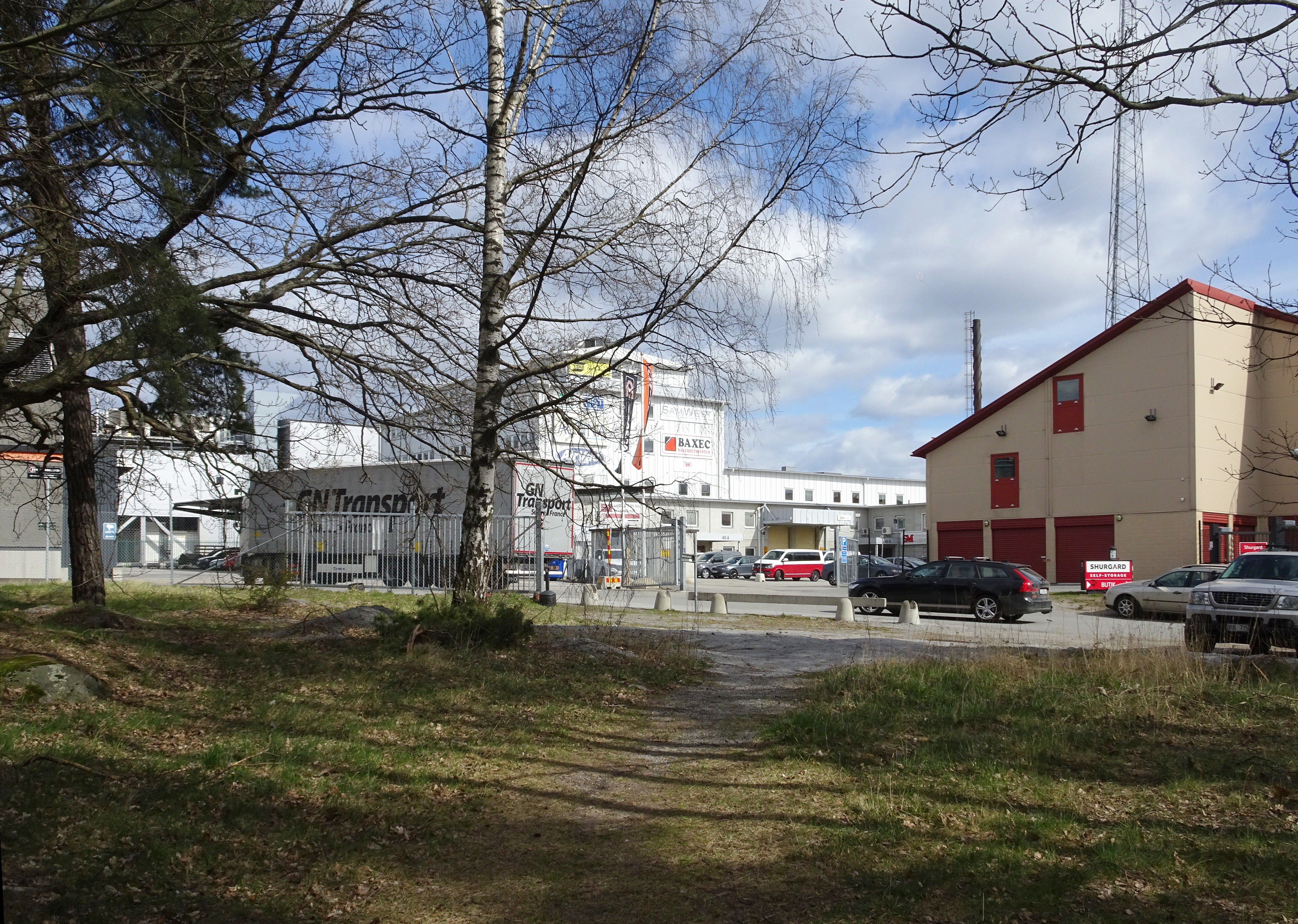
Infart till området från Vinthundsvägen i april 2020.

Gubbängens företagsområde (även kallat Norra Sköndals industriområde) är ett industriområde för kontor och lätt industri. Huvuddelen ligger i stadsdelen Gubbängen i södra Stockholm. En mindre del hör till Sköndal. Gubbängens företagsområde är ett av stadens minsta industriområden.

## Historik

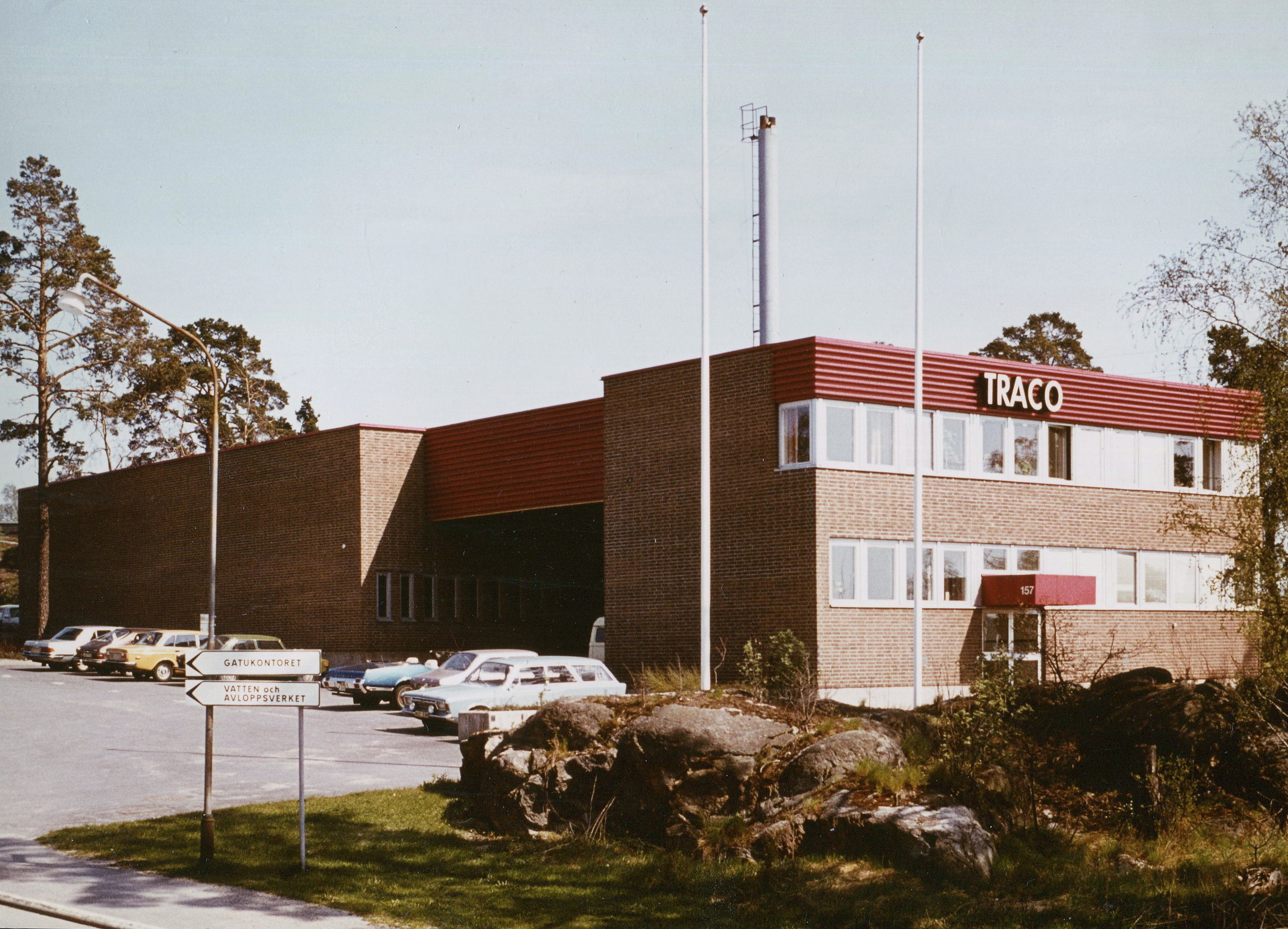
Doggen 1, etapp 1, uppfört 1974-1976. (Foto från tidigt 1980-tal)

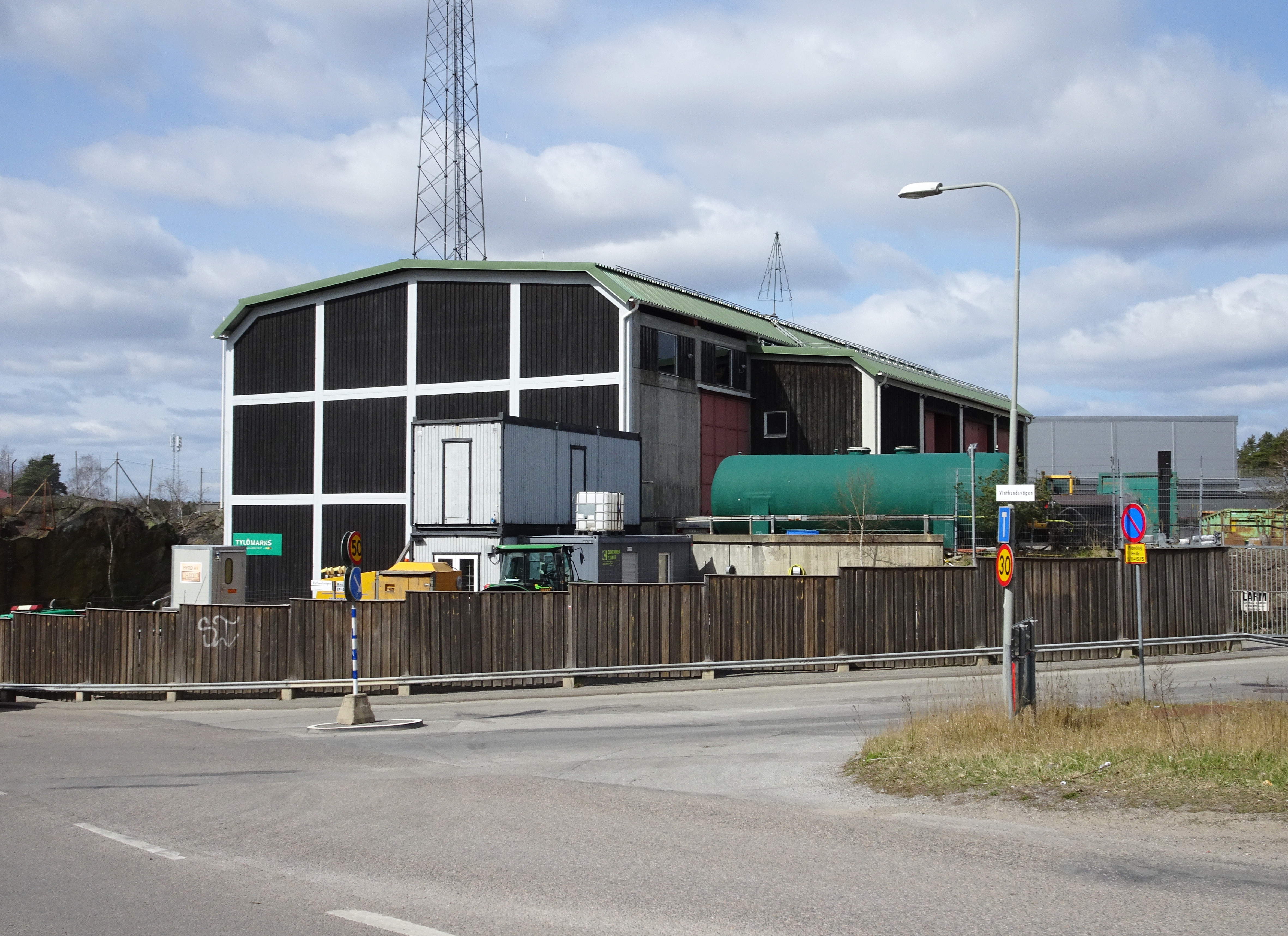
Förbrännaren 4, uppfört 1956.

Området användes ursprungligen som upplagsplats för Stockholms gatukontor. Nu gällande stadsplan (Pl. 6949) fastställdes 1968 och omfattade kvarteret Förbrännaren som då utökades med cirka 40 000 m². Dessförinnan var marken utlagd som kyrkogårdsmark för närbelägna Skogskyrkogården, men det visade sig att markbeskaffenheten var olämplig för gravar. Anledningen var bland annat berg i dagen.

### Kvarteret Doggen
Ett mindre område (kvarteret Doggen) söder om Vinthundsvägen var reserverat för radhusbebyggelse, med på grund av den förväntade störande verksamheten från gatukontorets anläggning i kvarteret Förbrännaren ändrades användningen till kontors- och industriändamål. Här uppfördes ett kontors- och lagerhus i olika etapper mellan 1976 och 1990 efter ritningar av arkitekt Yngve Fredriksén. Den delen ligger söder om Vinthundsvägen inom stadsdelen Sköndal.

### Kvarteret Förbrännaren
Tillfarten till området sker från korsningen Nynäsvägen / Tyresövägen (Gubbängsmotet). Lokalgatorna är Vinthundsvägen, Bogårdsvägen och Kvastvägen. Industriområdet begränsas i norr av Skogskyrkogården och i nordväst av Judiska församlingens södra begravningsplats. Den kulturhistoriskt värdefulla bebyggelsen i kvarteret Stora Tallkrogen samt Hotell Ta Inn och bensinstationen vid Bogårdsvägen ligger i Gubbängens företagsområdes sydvästra del.
Kvarteret Förbrännarens östra del började bebyggas 1959 med gatukontorets renhållningsstation och sandskjul (Förbrännaren 4, arkitekt Gunnar Lené). Anläggningen har rivits delvis och nyttjas numera av Peab och en firma för trädgårdsanläggningar. Mellan 1985 och 1990 uppfördes kontors- och lagerhus på Förbrännaren 6 och 10, båda ritade av arkitekt Yngve Fredriksén. Nyaste byggnaden ligger på fastigheten Förbrännaren 9, som uppfördes år 2000 för hyrlagret Shurgard.
År 2013 fanns drygt 30 arbetsställen med 600 anställda i Gubbängens företagsområde. Största företag är Peab (drift- och underhåll), Hydroscand (hydraulslanger- och kopplingar), Telecitygroup Scandinavia (dataprogrammering) och Kvalitetsfisk i Stockholm (partihandel med bland annat fisk, skal- och blötdjur).
Gubbängens företagsområdet föreslogs 2008 av Stockholms stads kommunfullmäktige utvecklas till blandstad, det vill säga kompletteras med handel och bostäder. Farsta stadsdelsförvaltning såg det som "något problematiskt" att området utvecklas till ett blandstadsområde då det inte finns särskilt mycket mark att exploatera. Stadsdelsnämnden påpekade att företagsområdet är fullt utbyggt och att det omgärdas av Skogskyrkogårdens begravningsplatser.

## Bilder

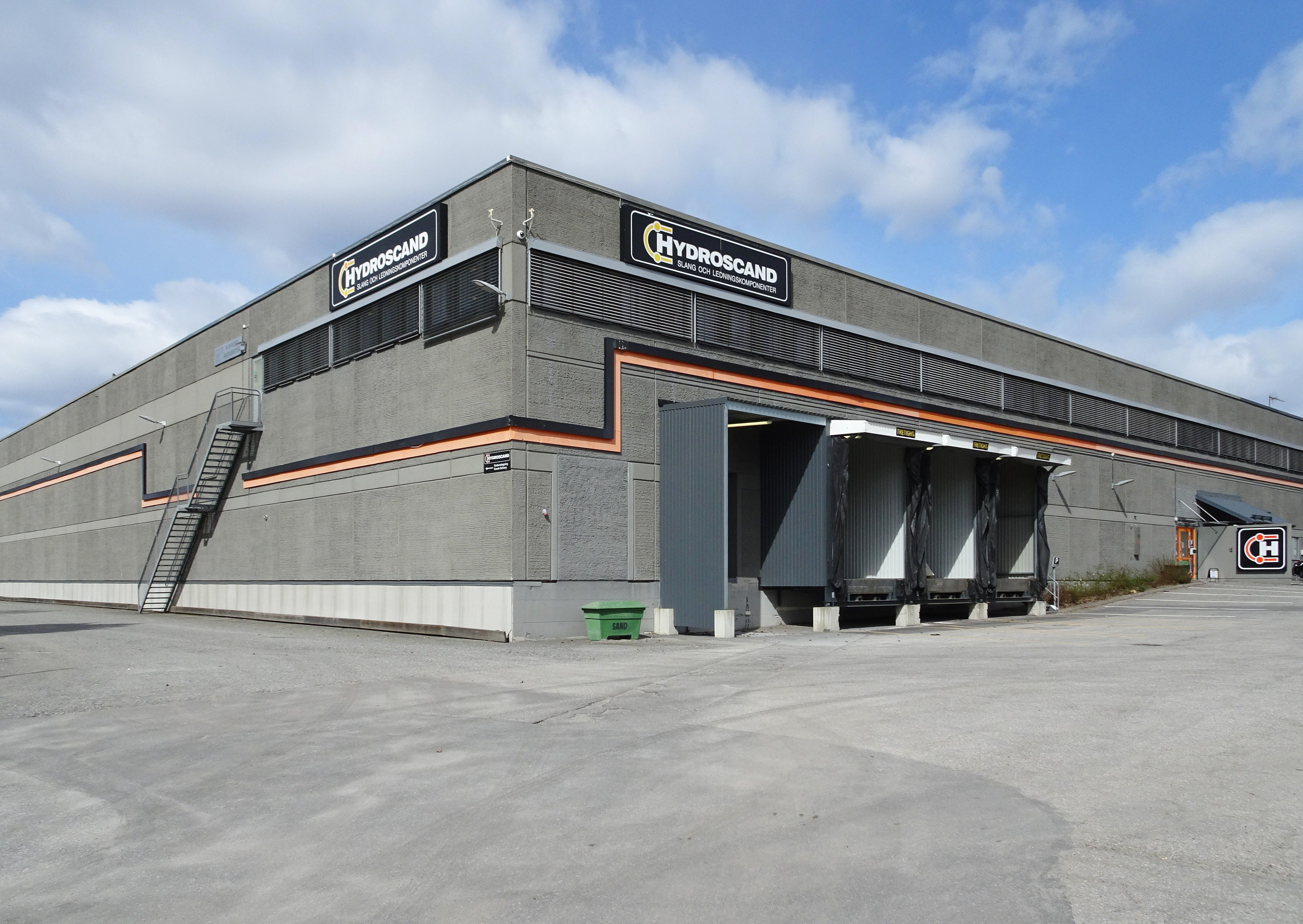
Förbrännaren 6.
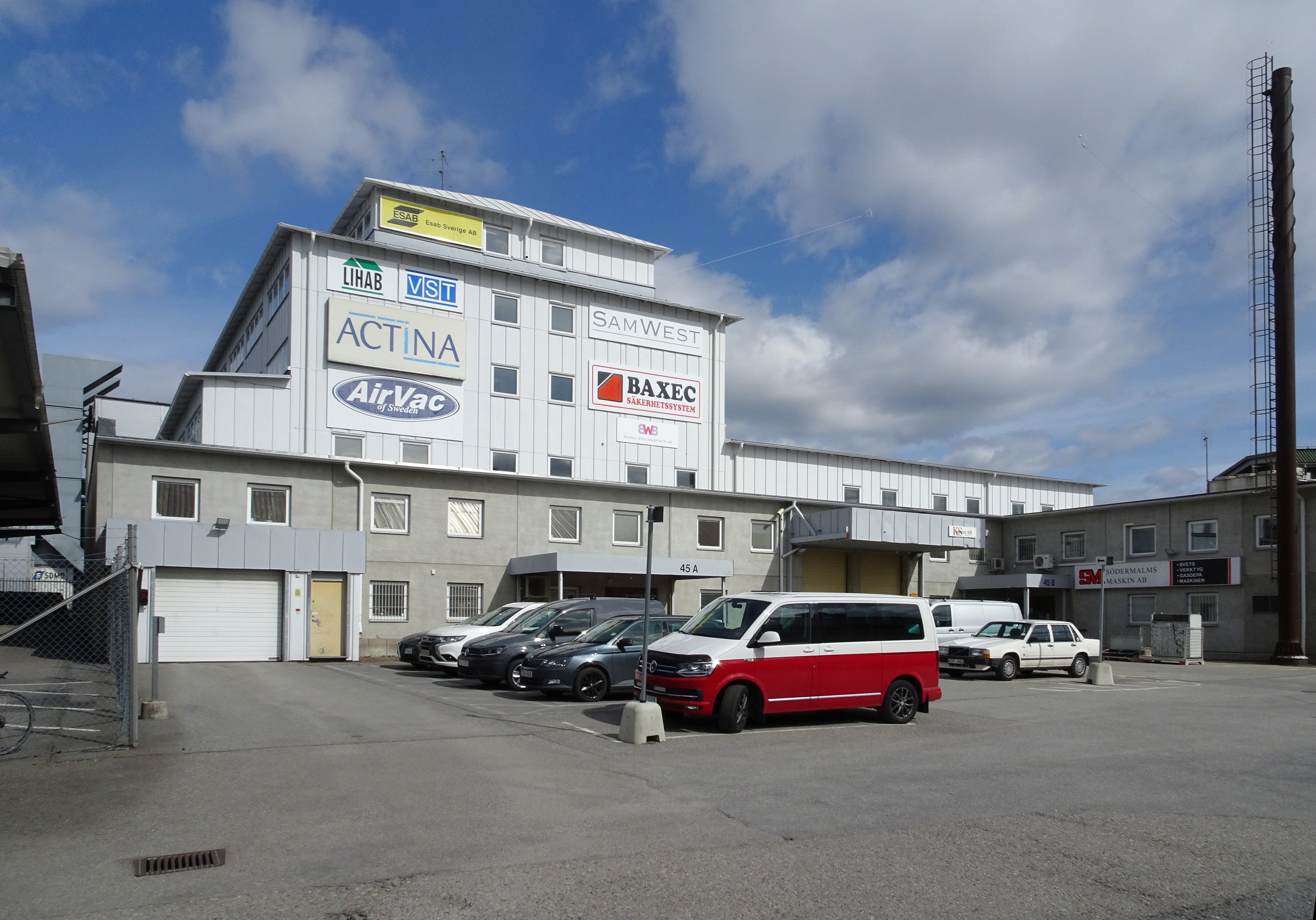
Förbrännaren 8.
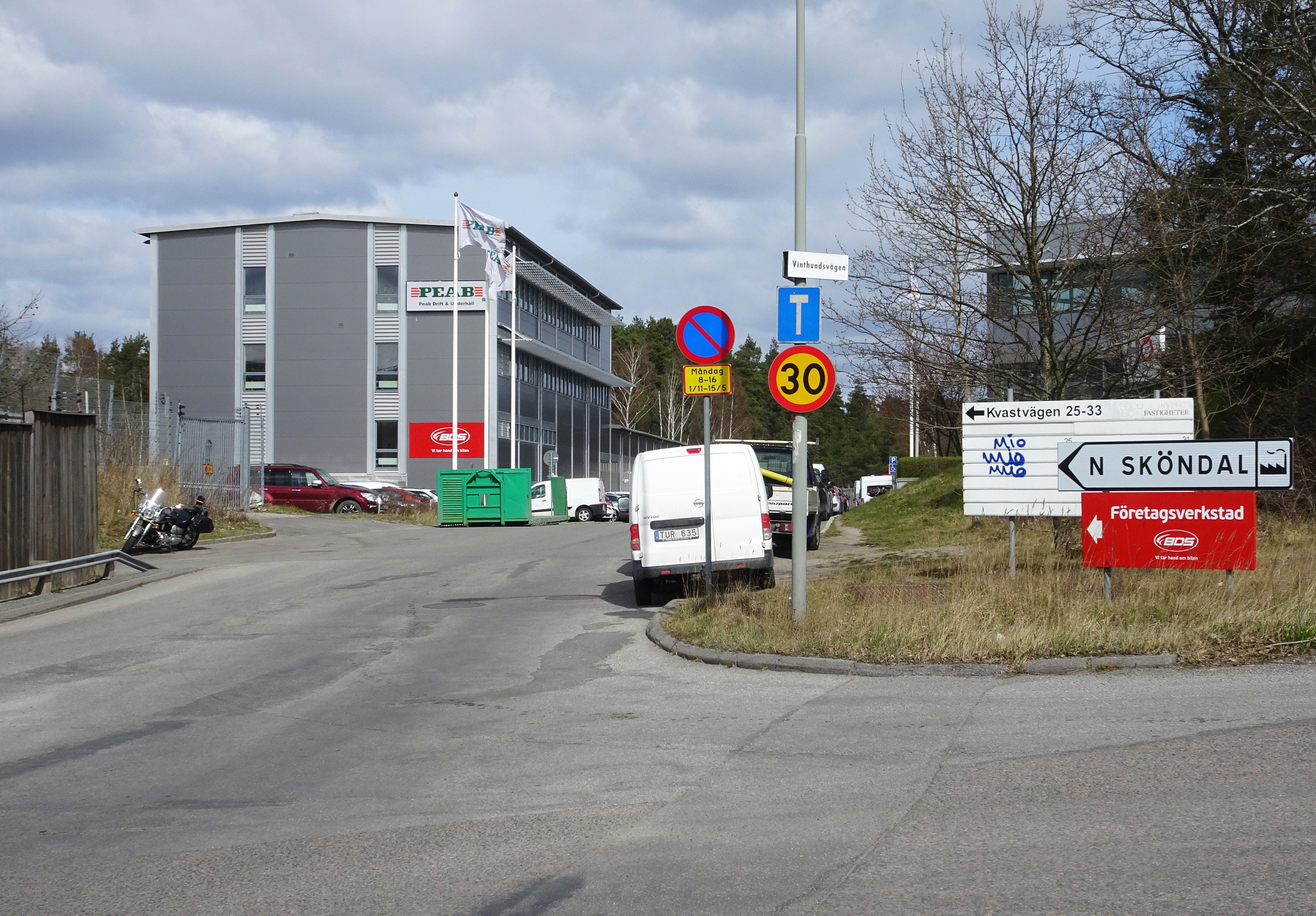
Kvastvägen norrut.
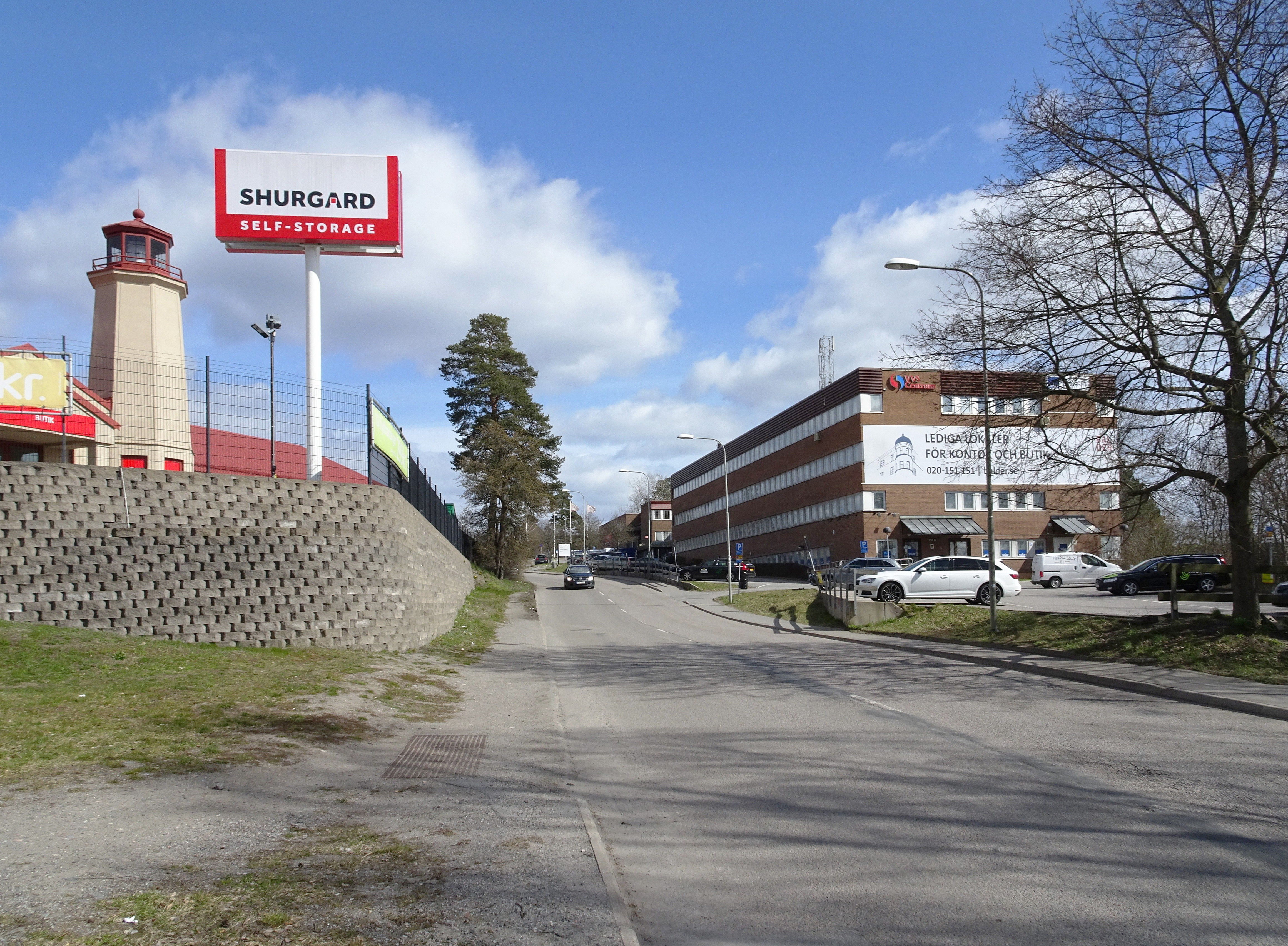
Vinthundsvägen österut, t.v. kv Färbrännaren, t.h. kv. Doggen.
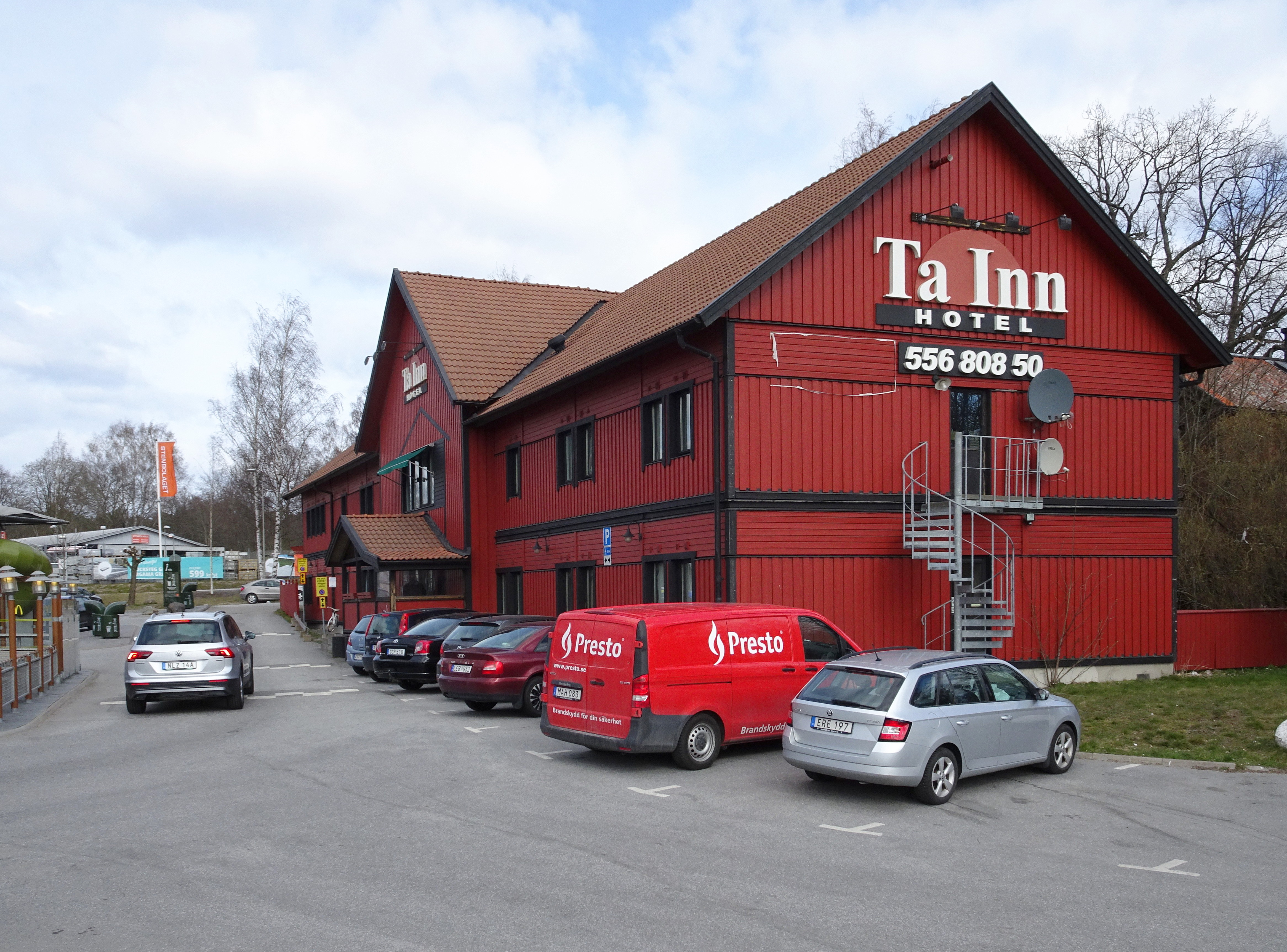
Ta Inn Hotel.